# 37e méridien ouest
En géographie, le 37e méridien ouest est le méridien joignant les points de la surface de la Terre dont la longitude est égale à 37° ouest.

## Géographie

### Dimensions
Comme tous les autres méridiens, la longueur du 37e méridien correspond à une demi-circonférence terrestre, soit 20 003,932 km. Au niveau de l'équateur, il est distant du méridien de Greenwich de 4 119 km,.
Avec le 143e méridien est, il forme un grand cercle passant par les pôles géographiques terrestres.

### Régions traversées
En commençant par le pôle Nord et descendant vers le sud au pôle Sud, Le 37e méridien ouest passe par:
| Coordonnées          | Pays, territoire ou mer                    | Notes |
| -------------------- | ------------------------------------------ | --- |
| 90° 00′ N, 37° 00′ O | Océan Arctique                             | |
| 83° 27′ N, 37° 00′ O | Groenland                                  | Île principale et quelques îles |
| 65° 37′ N, 37° 00′ O | Océan Atlantique                           | |
| 4° 56′ S, 37° 00′ O  | Brésil                                     | Rio Grande do Norte Paraíba — à partir de 6° 42′ S, 37° 00′ O Pernambouc — sur environ 4 km à partir de 7° 28′ S, 37° 00′ O Paraíba — à partir de 7° 30′ S, 37° 00′ O Pernambouc — à partir de 8° 16′ S, 37° 00′ O Alagoas — à partir de 9° 19′ S, 37° 00′ O Sergipe — à partir de 9° 58′ S, 37° 00′ O |
| 10° 55′ S, 37° 00′ O | Océan Atlantique                           | |
| 54° 03′ S, 37° 00′ O | Géorgie du Sud-et-les îles Sandwich du Sud | Île de Géorgie du Sud |
| 54° 21′ S, 37° 00′ O | Océan Atlantique                           | Passe juste à l'est de l'Île Annenkov, Géorgie du Sud-et-les îles Sandwich du Sud (à 54° 30′ S, 37° 01′ O) |
| 60° 00′ S, 37° 00′ O | Océan Austral                              | |
| 77° 58′ S, 37° 00′ O | Antarctique                                | Liste des territoires à la fois par l' Argentine (Antarctique argentin) et le Royaume-Uni (Territoire antarctique britannique) |